# CGP Grey
CGP Grey (New York, ...) è un insegnante e youtuber statunitense naturalizzato irlandese che dal 12 agosto 2010 pubblica video educativi sull'omonimo canale YouTube e sui suoi canali secondari CGPGrey2 e CGP Play.
Il suo canale YouTube presenta principalmente brevi video che esplicano vari argomenti, dalla politica alla geografia, all'economia, alla storia e alla cultura. Essi sono stati anche recensiti su diverse pubblicazioni, tra cui Business Insider e The Washington Post.
Oltre che per i suoi video, è noto per aver creato nel 2014 il podcast Hello Internet con il suo collega YouTuber Brady Haran. Inoltre, conduce dal 2015 il podcast Cortex con Myke Hurley, co-fondatore del network di podcast FM Relay. Per di più, insieme a Philipp Dettmer e Dave Wiskus, ha avviato la società Standard Broadcast LLC che fornisce ai creatori digitali supporto amministrativo e di produzione.

## Biografia
Grey è cresciuto nella periferia di Long Island, a New York City e ha studiato al college nello stato di New York, conseguendo due lauree: una in fisica e l'altra in sociologia.
Sua nonna è nata in Irlanda e, quando era bambino, suo padre ha richiesto per lui la cittadinanza irlandese: Grey ha perciò la doppia cittadinanza americano-irlandese. Ciò gli ha permesso di valutare opportunità nell'Unione Europea e in particolare in una delle sue città più grandi: Londra. Ha infatti dichiarato che se non fosse andato a vivere all'estero mentre "era ancora libero dalle ancore della vita" non lo avrebbe mai più fatto, ciò gli ha dato dunque una ragione in più per farlo. Ha conseguito dunque un master in economia a Londra e vi soggiorna da più di un decennio.
Nel Regno Unito, CGP Grey ha deciso dunque di diventare un insegnante di Fisica; per farlo ha frequentato un corso di un anno, conseguendo il diploma post-laurea di specializzazione nell'insegnamento di Fisica e risultando idoneo all'insegnamento in Inghilterra e Galles. Dopo aver insegnato per un po', decise di diventare un lavoratore autonomo allo scopo di "sfuggire al sistema". Per risparmiare denaro, durante il periodo iniziale della sua nuova sistemazione lavorativa ha vissuto con la sua famiglia alle Hawaii.
Il suo tentativo di stabilirsi come lavoratore autonomo però "fallì miseramente" e dunque tornò nel Regno Unito per fare l'insegnante, continuando ad esercitare questo mestiere fino a quando la sua carriera come creatore di YouTube non è diventata economicamente affidabile. Da gennaio 2014 co-conduce anche un podcast di discussione generale, Hello Internet, e ha iniziato un secondo podcast, Cortex con Myke Hurley di Relay FM.

## Video
Il canale YouTube CGP Grey presenta, tra le altre cose, una serie di video esplicativi su una vasta gamma di argomenti, tra cui politica, geografia, economia e cultura britannica, denominata Grey Explains. I video consistono in una spiegazione dello youtuber accompagnata da animazioni. Nonostante parli in ogni video, la sua faccia non è mai stata mostrata e ha quasi sempre ha la faccia oscurata quando appare nei video di altre persone. Per rappresentarsi usa generalmente una figura stilizzata con gli occhiali.
Ha inoltre affermato che lo stile di presentazione dei suoi video è influenzato da quello della serie Zero Punctuation di Yahtzee Croshaw .
CGP Grey registra la sua voce sulla traccia musicale riprodotta in sottofondo, utilizzando il programma Logic Pro X. La colonna sonora dei suoi primi video è stata generalmente realizzata da Kevin MacLeod, ma dal 2016 la maggior parte dei video contiene musica scritta da David Rees. Dal 2010 sino all'inizio del 2016 usava Inkscape per realizzare i fotogrammi chiave dei suoi video e Final Cut Pro X per montarli insieme, ma ora usa Adobe After Effects per fare entrambe le cose. Il cambiamento è avvenuto principalmente poiché ora lavora con altri animatori sulla maggior parte dei suoi video e costoro usano After Effects. I video vengono pubblicati sul canale in modo molto più sporadico rispetto ad altri canali YouTube, ciò è dovuto a sua dire alle ricerche e alle sceneggiature più approfondite e al fatto che la maggior parte dei video non sia stata mai terminata.
Il video di Grey sulla storia della famiglia reale britannica è stato presentato su CBS. Due video spiegano le differenze tra Londra, Inghilterra e City of London, mentre raccontano alcune stranezze che derivano dalle antiche usanze di quest'ultima. Altri due video che spiegano la legge sul copyright e l'Electoral College sono stati pubblicati su Mashable. Il canale ha anche spiegato gli svantaggi economici delle monete da un centesimo degli Stati Uniti, in un video intitolato Death to Pennies. Altri video, tra cui Come diventare Papa, hanno ricevuto l'attenzione dei media e sono stati utilizzati in contesti didattici.
Numerosi video sotto il nome collettivo "Politica nel regno animale" spiegano alcune differenze tra i vari sistemi elettorali ed esprimono critiche sul sistema uninominale secco (per esempio, trattando le problematiche del gerrymandering e del bipartitismo), evidenziando anche i vantaggi del voto alternativo e del voto singolo trasferibile.
Il video di Grey Humans Need Not Apply ha attirato l'attenzione di Business Insider e Huffington Post, ed il suo video animato The Fable of the Dragon-Tyrant basato su una pubblicazione di Nick Bostrom è stato "unanimemente lodato" dalla Life Extension Advocacy Foundation.

## Podcast

### Hello Internet

Il logo di Hello Internet

Nel gennaio 2014, CGP Gray ha lanciato il podcast Hello Internet insieme al co-conduttore Brady Haran, un altro YouTuber creatore di contenuti educativi. Il podcast ha raggiunto il suo massimo risultato quando è diventato primo podcast iTunes in Regno Unito, Stati Uniti, Germania, Canada e Australia. È stato inoltre selezionato come uno dei migliori nuovi podcast di Apple del 2014 ed incluso da The Guardian tra i suoi 50 migliori podcast del 2016, dichiarando l'episodio 66 ("A Classic Episode") episodio dell'anno. L'articolo descriveva il podcast come "dibattiti approfonditi e battute che sono veramente divertenti". Gli autori hanno dichiarato che a settembre 2015 il loro podcast ha raggiunto "duecentocinquanta mila" download per episodio.
Hello Internet presenta discussioni relative alla loro vita come creatori di contenuti professionali per YouTube, nonché ai loro interessi. Gli argomenti tipici includono l’uso della tecnologia, recensioni di film e programmi TV, incidenti aerei, vessillologia, futurologia e le differenze tra personalità e stili di vita di CGP Grey e Haran. Di solito gli episodi del poscast iniziano con le opinioni ed i commenti di CGP Gray e Haran sul feedback. Come risultato delle loro conversazioni, Haran è stato notato per la sua appropriazione del termine "freebooting ", utilizzato per riferirsi al rehosting non autorizzato dei media online.
Il podcast ha una bandiera ufficiale chiamata Nail & Gear, scelta tra cinque candidati con un voto postale del pubblico del podcast, usando un sistema di voto a deflusso istantaneo.

### Cortex
Il 3 giugno 2015 CGP Gray ha lanciato il suo secondo podcast, Cortex, con la co-conduzione di Myke Hurley, fondatore di Relay FM. In ogni episodio vengono discussi i metodi e gli strumenti che impiegano per essere produttivi e creativi e come migliorare i propri stili di vita autonomi. Argomenti di discussione frequentemente trattati includono la gestione del tempo, l’automazione del flusso di lavoro e i prodotti Apple.